# Saint-Algis
Saint-Algis – miejscowość i gmina we Francji, w regionie Hauts-de-France, w departamencie Aisne.
Według danych na styczeń 2014 roku gminę zamieszkiwało 161 osób, a gęstość zaludnienia wynosiła 23,4 osób/km².